# Anna Laughlin
Anna Laughlin (11 de octubre de 1885-5 de abril de 1937) fue una actriz estadounidense de teatro y cine mudo. En 1902, se convirtió en la primera actriz en interpretar a Dorothy Gale.

## Primeros años
Anna Laughlin nació en Sacramento, California. Comenzó a actuar como "elocucionista infantil", y después en compañías de vodevil y giras.

## Carrera
Laughlin se trasladó a Nueva York siendo una joven adolescente, y ya actuaba en espectáculos de Broadway en la obra de 1900 The Belle of Bohemia. En 1902, a la edad de 16 años, interpretó a Dorothy Gale en una producción musical de The Wizard of Oz que comenzó en Chicago y se representó en Broadway hasta 1904. Otros espectáculos en los que actuó Laughlin fueron His Majesty (1906), The Top o' th' World (1907), Mama's Boy (1912), When Claudia Smiles (1914). También tuvo un espectáculo de variedades en solitario en 1909. "Laughlin es un cuerpo tan recatado, bonito y encantador que su apariencia por sí sola es suficiente para complacer al espectador de teatro o de vodevil más empedernido", comentó un crítico de Nueva York, "pero cuando se combina con su canto verdaderamente artístico, es una delicia que nadie puede dejar de disfrutar". Al enviudar, tuvo una breve reaparición en Broadway en 1925, en The Fall Guy.
Laughlin apareció en más de una docena de películas mudas, todas realizadas entre 1913 y 1915, entre las que se incluyen The Rebellious Pupil (1913, un cortometraje), Northern Lights (1914), The Greyhound (1914), The Amazing Mr. Fellman (1915), and What Happened to Father (1915), Crooky Scruggs (1915) y The Crown Prince's Double (1916).

## Vida personal
Laughlin se casó con Evan "Van" Monroe, un joyero, en 1904. Tuvieron una hija, Lucy Monroe, que llegó a ser una cantante famosa. Laughlin enviudó en 1925 y se suicidó por envenenamiento con gas en 1937, en Nueva York. Tenía 51 años.
En 2011, la copia personal de Anna Laughlin de The Wizard of Oz se subastó en eBay.